# Money Monster
Money Monster (bra: Jogo do Dinheiro; prt: Money Monster) é um filme estadunidense de 2016, dos gêneros suspense e drama de ação, dirigido por Jodie Foster.[carece de fontes?]
O coprodutor George Clooney interpreta Lee Gates, apresentador do programa de TV Money Monster, que dá dicas do mercado financeiro. Um dia, um desconhecido (Jack O'Connell) invade os estúdios e, com um revólver, obriga Lee a vestir um colete de explosivos.

## Elenco
- George Clooney .... Lee Gates
- Julia Roberts .... Patty Fenn
- Jack O'Connell .... Kyle Budwell
- Dominic West .... Walt Camby
- Caitriona Balfe .... Diane Lester
- Christopher Denham .... Ron Sprecher
- Giancarlo Esposito .... capitão Marcus Powell
- Condola Rashad .... Bree (o assistente)
- Lenny Venito .... Lenny (o cameraman)
- Greta Lee .... Amy
- Emily Meade .... Molly
- Grant Rosenmeyer .... Dave
- Chris Bauer .... tenente Nelson
- Makhaola Ndebele .... Moshe Mambo
- Cenk Uygur .... ele mesmo

## Lançamento
Originalmente, o lançamento do filme estava previsto para 8 de abril de 2016, mas acabou acontecendo em 13 de maio de 2016.

## Recepção

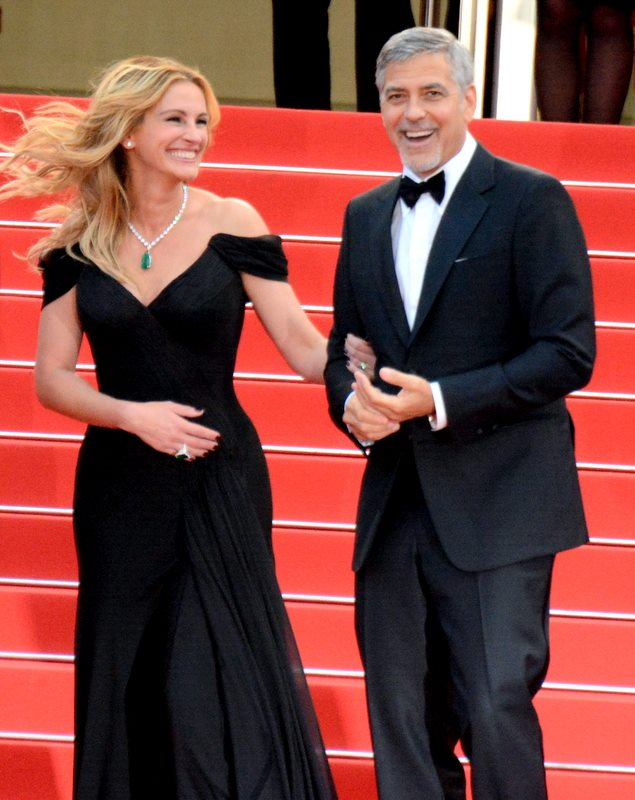
Os atores Julia Roberts e George Clooney na premiere do filme durante o Festival de Cannes em 2016.

Money Monster recebeu críticas mistas. No Rotten Tomatoes, o filme tem classificação de 57%, com base em 227 avaliações, e classificação média de 5,9 / 10. No Metacritic, o filme tem pontuação de 55% baseada em 44 críticos, indicando "críticas mistas ou médias".